# Deal With Silence
Deal With Silence (с англ. — «Сделка с тишиной») — дебютный альбом белорусской группы Open Space, записанный на студии «Granny Records» (Минск, Белоруссия). Выпущенный в рознице 21 декабря 2009 года, он стал доступен для бесплатного скачивания с сайта группы 12 марта 2010 года.

## Приём критиков
Дарья Козлова из «Переходного возраста» в заметке по случаю выхода альбома написала, что диск «получился отточенным и профессиональным».
Сергей Пукст, музыкальный обозреватель газеты «Советская Белоруссия», в своей рецензии писал, что «при относительном разнообразии в узких рамках выбранного стиля все песни на диске сложены в качественный продукт», но музыка «получается вполне предсказуемой». Александр Филимонов и Пётр Бологов, редакторы портала Lenta.ru, в своей обзорной статье не только оценили профессионализм записи, но и поставили на вид предсказуемость песен, приписав аудиодиск к смеси инди-рока, поп-рока и софт-рока. Хагнир с nneformat.ru услышал на диске «отменнейший поп-инди-рок» в духе австралийских групп 1980-х годов и шотландской Simple Minds, не без неудовлетворенности, что «поют на английском», сделав комплимент «славному коллективу» за мелодичность.
Маша Колесникова, журналист Европейского радио для Беларуси, в своём анализе подчеркнула, что альбом вышел «безжизненным, однотипным и слегка посредственным», в то время как его техническая часть была воспринята достаточно хорошо. Музыкальный критик журнала «Rolling Stone Russia» Андрей Бухарин на страницах издания пришёл к выводу, что группа играет энергичный и мелодичный англоязычный рок и эта особенность превращает некоторые из песен CD в стадионные гимны.
Журналист еженедельника «БелГазета» Татьяна Замировская как внештатный музыкальный эксперт Experty.by оценила альбом, который «оставляет впечатление добротной, дорогой и качественной работы над материалом, который, возможно, этого не заслужил», на 5,0/10 и подчеркнула наличие гимнов а-ля U2 и Stereophonics в нём. Штатный состав критиков музыкального портала Experty.by выставил работе среднюю оценку 6,0/10: Сергей Будкин услышал в утончённых и плотных аранжировках мелодии Muse, похвалив оформление диска, «простенькие мелодии», по мнению Дмитрия Безкоровайного, относятся к брит-попу, отсылая к Coldplay, Олегу Климову хотелось бы услышать нечто более мелодичное, чем однообразный брит-поп в исполнении Open Space, а Дмитрия Подберезского и совсем разочаровал достаточно монотонный брит-поп на диске.
Автор музыкального портала Ultra-music.com Вячеслав Радионов засвидетельсвовал приверженность музыкантов к брит-поп волне, потому что музыка ему напомнила группы Coldplay, Travis, Starsailor и Wilki, а также обрисовал вылизанность звучания хорошо продуманного и прекрасно записанного альбома. Joy Tartaglia с украинского музыкального портала music.com.ua подчеркнула, что сходство с Travis сильно преувеличено, потому что звучание группы, более напоминающее творчество Esthetic Education, есть «пересказ азбучных историй британского рока», привлекла внимание к ведущему вокалу наподобие Йоакима Берга из группы Kent, оценив пластинку на 5,0/10.

## Список композиций
| №   | Название              | Автор(ы)           | Длительность |
| --- | --------------------- | ------------------ | ------------ |
| 1.  | «Deal With Silence»   | Виталий Матиевский | 4:33         |
| 2.  | «Unprepared»          |                    | 3:12         |
| 3.  | «TV Show»             | Виталий Матиевский | 3:07         |
| 4.  | «Hurricane»           |                    | 3:16         |
| 5.  | «You Will Never Know» |                    | 4:12         |
| 6.  | «Stalemate»           |                    | 2:43         |
| 7.  | «Get Away»            |                    | 3:19         |
| 8.  | «Busy»                | Виталий Матиевский | 3:48         |
| 9.  | «Travel Song»         |                    | 3:31         |
| 10. | «Beautiful»           |                    | 3:01         |
| 11. | «Same Excuses»        |                    | 3:49         |

## Участники
| Open Space: - Виталий Матиевский — вокал, гитара, фортепиано. - Максим Местовский — гитара. - Сева Маслов — бас-гитара. - Андрей Малашенко — барабаны, перкуссия. Приглашённые музыканты: - Елена Холодова — виолончель (5). | Производство: - Анатолий Шманай — инженер записи и сведения. - Джером Шмит, студия «Air Mastering» — мастеринг. - Анатолий Мисников — фото обложки. - Татьяна Ринейская — модель на фото обложки. - Дизайн-студия Дмитрия Борового — оформление CD. |  |